# Pedro Ekong Andeme
Pedro Ekong Andeme (ur. 1941) – polityk i dyplomata z Gwinei Równikowej.
Urodził się w Bacie. Zaangażował się w działalność ruchu niepodległościowego, był jednym z liderów Ludowej Idei Gwinei Równikowej (Idea Popular de Guinea Ecuatorial, IPGE). Jako reprezentant deputacji prowincjonalnej Rio Muni wchodził w skład frankistowskich Kortezów. Brał udział w pracach konferencji konstytucyjnej Gwinei Równikowej (1967-1968). Po ogłoszeniu niepodległości (1968) został mianowany ministrem zdrowia przez prezydenta Macíasa Nguemę. Był najmłodszym członkiem gabinetu, do dziś zresztą pozostaje najmłodszą osobą kierującą jakimkolwiek resortem w historii kraju.
W 1970 odwołany. Popadł w niełaskę, w 1971 oskarżony o współudział w przygotowywaniu zamachu stanu. Wtrącony do więzienia, był poddawany torturom. Został uwolniony w 1975. Udał się na wychodźstwo do Kamerunu, gdzie związał się z gwinejską emigracją polityczną. Następnie wyjechał do Hiszpanii.
Powrócił do kraju po zamachu stanu z sierpnia 1979 i dojściu do władzy Teodoro Obianga Nguemy Mbasogo. W 1981 został jednakże uwikłany w domniemaną próbę zamachu stanu, wraz z Andrésem Moisésem Mba Adą i Ángelem Masié Ntutumu.
Związany z rządzącą Partią Demokratyczną Gwinei Równikowej (Partido Democrático de Guinea Ecuatorial, PDGE), przeszedł następnie do opozycyjnej Unión Popular (UP), wchodząc w skład władz tej formacji. W wyniku swojej aktywności politycznej aresztowany w 1991. W 1996 zaangażowany w kampanię prezydencką Mba Ady.
W 2001 powrócił do PDGE, został włączony do jej komitetu centralnego. Przesunięty do pracy w dyplomacji, był ambasadorem w Czadzie (do 2014). Od 2017 zasiada we władzach PDGE w rodzinnej Bacie.
Opublikował El proceso de descolonización de Guinea Ecuatorial (2010).